# Klimatkammare

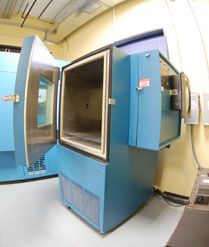
Exempel på temperatur- och fuktighetskammare

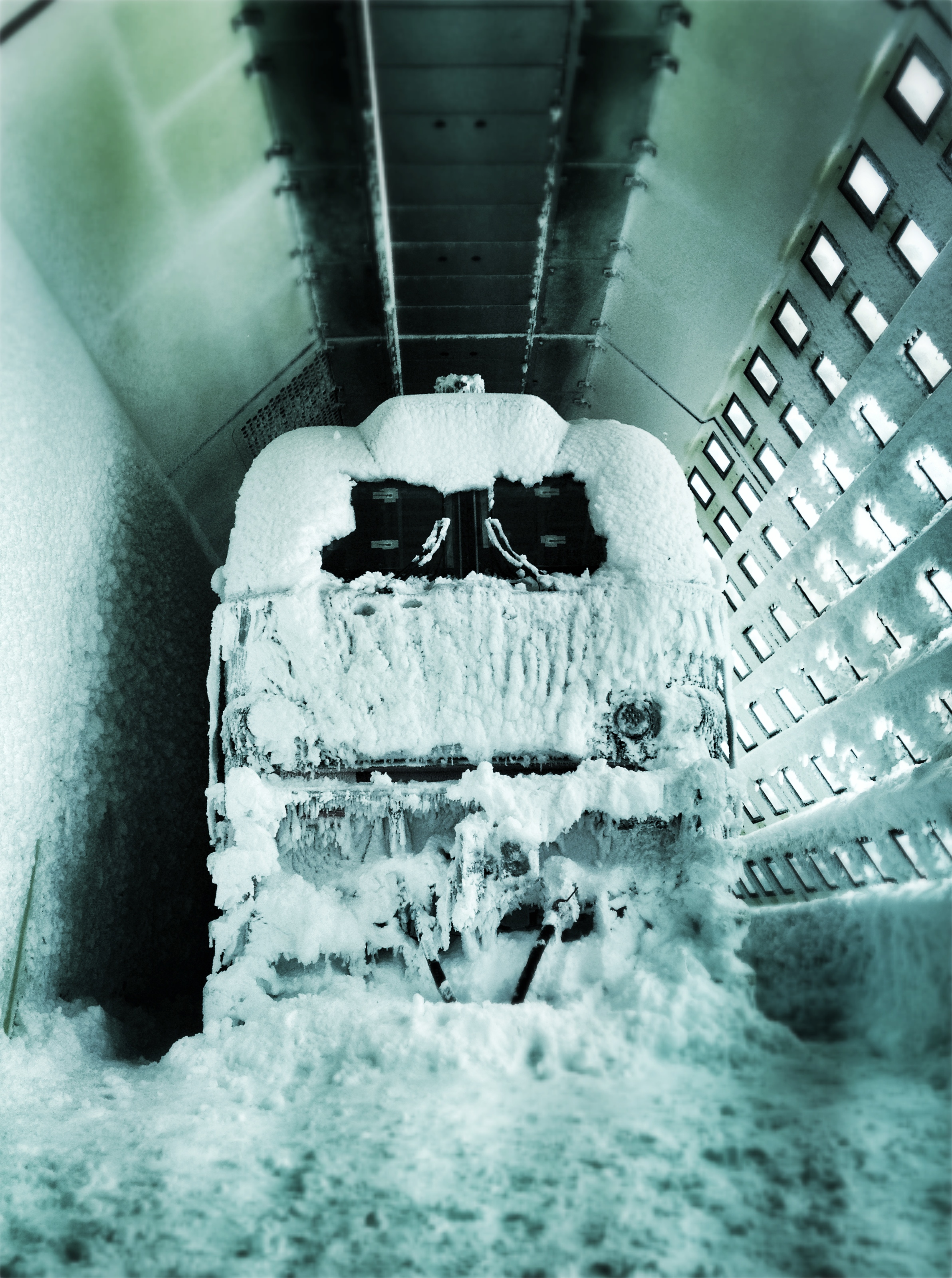
En större klimatkammare tillhörande Rail Tec Arsenal i Wien. Denna är avsedd för fordon

Klimatkammare är ett utrymme vars temperatur, fuktighet, tryck och så vidare kan förändras för att kunna testa produkter och använda olika processer.